# 迭戈德阿爾馬格羅島
迭戈德阿爾馬格羅島是智利的島嶼，位於麥哲倫海峽以北的太平洋海域，由麥哲倫-智利南極大區負責管轄，長24英里、寬8英里，面積376平方公里。
51°25′S 75°08′W / 51.417°S 75.133°W